# 溝口宣秋
溝口 宣秋（みぞぐち のぶあき）は、江戸時代前期の旗本。越後国新発田藩2代藩主・溝口宣勝の二男。分家し交代寄合横田溝口家（切梅溝口家）初代。通称は又十郎。

## 生涯
元和8年（1622年）に将軍徳川秀忠に初目見をした。
寛永5年（1628年）、父・宣勝の遺領から越後蒲原郡のうち6000石を分与されて、寄合に列する。知行地に陣屋を設けて大名同様に参勤交代することを許され、子孫も代々その地位にあった。知行地の陣屋は初め水原に置かれたが、その後寛永21年（1644年）に切梅に移転した。これにより宣秋の家は切梅溝口家と呼ばれる。ただし嫡子宣就の代に陣屋を陸奥国岩瀬郡横田福島県須賀川市横田に移したため、その後は横田溝口家と称される。
承応2年（1653年）には皆川秀隆と共に下館城の在番を勤めた。延宝元年（1673年）に65歳で歿した。法名は浄珊。江戸駒込の吉祥寺に葬られた。同寺は以後同家の代々の葬地となった。
家督は長男の宣就（のぶなり）が継いだ。宣就の室は本藩当主の溝口宣直の娘であり、従姉妹にあたる。宣就は定火消や百人組頭を勤め幕府の信任厚く、大目付や留守居、徳川綱吉の御側衆を勤め、在任中に死去した。